# Orquesta Filarmónica de Múnich
La Orquesta Filarmónica de Múnich (en alemán: Münchner Philharmoniker) es una de las tres principales orquestas sinfónicas radicadas en la ciudad de Múnich, junto a la Orquesta Sinfónica de la Radio de Baviera y la Orquesta Estatal de Baviera.

## Historia

### Fundación
La orquesta fue fundada en Múnich en 1893 por Franz Kaim, hijo de un fabricante de pianos, con el nombre de  Kaim Orchester. Durante sus primeros años contó con directores como Hans Winderstein, Hermann Zumpe y Ferdinand Löwe, quienes aseguraron un alto nivel técnico en sus interpretaciones, además de mostrar un interés entusiasta por el arte contemporáneo. Ya desde el principio, su concepto artístico incluía el esfuerzo de estructurar los programas y los precios de manera que llegaran a todas las capas sociales. En 1895 se estableció en la Tonhalle (sala de conciertos) de la ciudad. Pronto atrajo la atención de músicos distinguidos: Gustav Mahler la dirigió por primera vez en 1897 y estrenó con esta orquesta su Cuarta Sinfonía y su Octava Sinfonía, mientras que Bruno Walter la dirigió para la premiere póstuma de La Canción de la Tierra de Mahler. Felix Weingartner fue su director musical desde 1898 hasta 1905 y el joven Wilhelm Furtwängler dirigió la Sinfonía n.º 9 de Anton Bruckner en su debut como director al frente de esta orquesta, en 1906. Precisamente uno de sus primeros directores fue Ferdinand Löwe, discípulo de Bruckner, quien inició una tradición interpretativa de la música de este autor que dura hasta nuestros días.
Durante este tiempo, la orquesta (que en 1910 empezó a ser conocida como la Orchester des Münchner Konzertvereins) se financió mediante fondos privados, pero tras el estallido de la Primera Guerra Mundial los fondos dismunuyeron considerablemente. Además, los músicos fueron llamados a filas, lo que obligó a la orquesta a permanecer inactiva. Tras la guerra, la ciudad de Múnich asumió el mantenimiento de la orquesta, que continuó funcionando bajo la dirección del compositor Hans Pfitzner, quien pronto sería sustituido por el pionero en las interpretaciones de Bruckner, Siegmund von Hausegger. La orquesta tomó su nombre actual en 1928.

### Guerras Mundiales
Tras el ascenso al poder del partido nazi, la orquesta añadió a sus cuentas la esvástica y las palabras "Orquesta del Movimiento Fascista". En 1938 el ferviente nacionalsocialista Oswald Kabasta se hizo cargo de la dirección de la orquesta, elevando sus estándares musicales hasta el comienzo de la Segunda Guerra Mundial.
Durante la guerra, la Tonhalle fue destruida, y la orquesta, sin un lugar donde ensayar y ofrecer sus conciertos, se vio obligada nuevamente a la inactividad. El primer concierto de la postguerra se celebró bajo la dirección de Eugen Jochum, interpretando la obertura Sueño de una noche de verano de Felix Mendelssohn Bartholdy, cuya música había caído en el ostracismo durante la era nazi. Con Hans Rosbaud a la batuta, la Filarmónica ganó un destacado líder en el otoño de 1945, un hombre que se entregó con pasión a la música moderna. El sucesor de Rosbaud, de 1949 a 1966 fue Fritz Rieger. Durante la era de Rudolf Kempe, quien encabezó la orquesta a partir de 1967 hasta su prematura muerte en 1976, la Filarmónica emprendió sus primeras giras a Japón y a la antigua Unión Soviética.
En 1979, Sergiu Celibidache asumió la dirección de la orquesta, a la que elevó a la categoría de una de las mejores del mundo. Altamente demandada por los músicos, el director rumano creó un sonido propio para la orquesta, al frente de la cual destacaron sus interpretaciones de las sinfonías de Anton Bruckner, y también por sus ejecuciones de la música de Bach, Beethoven, Brahms, Chaikovski, Fauré, Schumann y Prokófiev, entre otros. Debido a la negativa del maestro para grabar discos, los aficionados que deseasen escuchar una de sus interpretaciones al frente de la orquesta debían asistir presencialmente a los conciertos.  

### Munich vs. Conant
Fue durante el periodo de Celibidache al frente de la orquesta cuando se produjo uno de los episodios más controvertidos de la historia de la orquesta: la denuncia por sexismo presentada por su trombonista principal, Abbie Conant que demandó con éxito a la ciudad de Múnich, propietaria de la orquesta. Después de un largo procedimiento legal, en 1983 los tribunales le dieron la razón y logró recibir el mismo salario que sus colegas masculinos y fue restituida como primera solista titular. 

### Historia reciente
El sucesor de Celibidache al frente de la Filarmónica fue el estadounidense James Levine. Entre 2004 y 2011, la dirección titular la ostentó el berlinés Christian Thielemann, con Zubin Mehta como principal director invitado. El concierto inaugural de Thielemann al frente de la Filarmónica, en el que interpretó la Quinta Sinfonía de Anton Bruckner, fue grabado en directo por el prestigioso sello de música clásica Deutsche Grammophon. Otro de los hitos en la historia reciente de la orquesta fue el concierto celebrado el 20 de octubre de 2005 en honor del Papa Benedicto XVI en la Ciudad del Vaticano, con extensa cobertura por parte de los medios, siendo editado en DVD. Bajo la batuta de Thielemann, la orquesta se concentra en interpretar obras de compositores alemanes y austríacos de un período que va desde el clasicismo vienés hasta el tardorromanticismo, con autores como Mozart, Beethoven, Schumann, Brahms, Bruckner y Richard Strauss, mientras que el resto del repertorio queda en manos de directores invitados.
Desde el inicio de la temporada 2012-2013, el director titular fue el norteamericano Lorin Maazel. A partir de la temporada 2015/2016 el director Musical de la Orquesta es el ruso Valery Gergiev. Ya había tocado en la sede de la orquesta en Múnich la integral de las quince sinfonías de Shostakóvich  con la Orquesta del Teatro Mariinsky en la temporada 2011/12 seguido de un ciclo de composiciones de Stravinski en la temporada 2013/14.
A lo largo de la historia, la Orquesta Filarmónica de Múnich ha estrenado obras de Günter Bialas, Anton Bruckner, Harald Genzmer, Luigi Nono, Gustav Mahler y otros. Desde 1985, la orquesta tiene su sede en el Centro Cultural Gasteig de Múnich. El 1 de marzo de 2022, la filarmónica despidió a su director Valery Gergiev, debido a que se puso a favor de Putin en La invasión de Ucrania por parte de Rusia.

## Directores
- Hans Winderstein (1893-1895)
- Hermann Zumpe (1895-1897)
- Ferdinand Löwe (1897-1898)
- Felix Weingartner (1898-1905)
- Georg Schnéevoigt (1905-1908)
- Ferdinand Löwe (1908-1914)
- La orquesta permaneció inactiva durante el período 1915-1918 debido a la Primera Guerra Mundial.
- Hans Pfitzner (1919-1920)
- Siegmund von Hausegger (1920-1938)
- Oswald Kabasta (1938-1944)
- Hans Rosbaud (1945-1948)
- Fritz Rieger (1949-1966)
- Rudolf Kempe (1967-1976)
- Sergiu Celibidache (1979-1996)
- James Levine (1999-2004)
- Christian Thielemann (2004-2011)
- Lorin Maazel (2012-2015)
- Valery Gergiev (2015-2022.)
- Lahav Shani (designado, efectivo en 2026)[3]